# Colt Woodsman
A Colt Woodsman é uma pistola semiautomática esportiva fabricada pela Colt's Manufacturing Company de 1915 a 1977. Ela foi projetada por John Moses Browning. 
O desenho do corpo da arma mudou ao longo do tempo com três séries distintas: a 1ª entre 1915–1941; a 2ª entre 1947–1955 e a 3ª entre 1955–1977, com mais de 690.000 unidades fabricadas.

## Características
A Colt Woodsman surgiu de um desenho de John Moses Browning que foi sucessivamente refinado por armeiros e projetistas da Colt antes de seu lançamento em 1915.

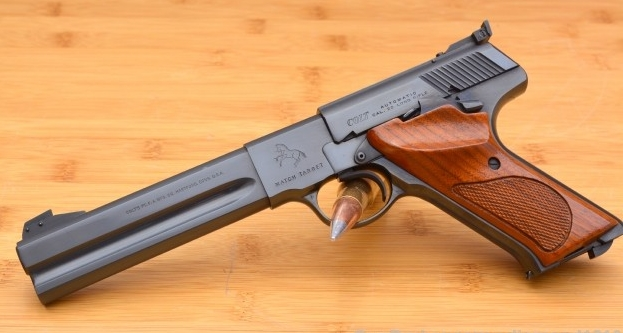
Uma Colt Woodsman Match Target da 3ª série.

Browning desenvolveu a Woodsman com um trilho curto, sem mecanismo de segurança na empunhadura e sem cão. Essas características existiam nos projetos dos modelos FN 1903 e M1911, mas uma arma para o mercado civil, não necessitava deles.

## Variantes e versões
Existiram três séries da Colt Woodsman e cada série teve três modelos: "Target", "Sport" e "Match Target".
- Primeira série: 1915–1941
- Segunda série: 1948–1955
- Terceira série: 1955–1977